# Марк Тур
Марк Тур Піко (ісп. Marc Tur Pico; нар. 30 листопада 1994) — іспанський легкоатлет, який спеціалізується в спортивній ходьбі.

## Спортивні досягнення
Переможець командного чемпіонату Європи з ходьби на дистанції 50 км (2021).
Срібний призер Кубка Європи з ходьби на дистанції 50 км у командному заліку (2019).
Чемпіон Іспанії з ходьби на 50 км (2019).